# Сальвадор Хорхе Бланко
Хосе Сальвадор Омар Хорхе Бланко (ісп. José Salvador Omar Jorge Blanco; 5 липня 1926 — 26 грудня 2010) — домініканський політик, президент країни з 1982 до 1986 року.

## Життєпис
Народився в родині вчителя й бізнесмена. Освіту здобував в Університеті Санто-Домінго.
З серпня 1982 до серпня 1986 року займав пост глави держави. Після виходу у відставку постав перед судом за нецільову витрату бюджетних коштів.
Наприкінці листопада 2010 року в результаті травми, якої він зазнав під час падіння, увійшов у стан коми. 26 грудня того ж року помер у власному будинку в Санто-Домінго.